# Lars Erik Tirén
Lars Erik Tirén (ur. 27 lipca 1901, zm. 14 września 1980) – szwedzki lekkoatleta.

## Kariera
Na Letnich Igrzyskach Olimpijskich 1920 wziął udział w konkursie skoku o tyczce, odpadł w eliminacjach, w tejże fazie nie zaliczając żadnej wysokości.